# Shoshana Damari
Shoshana Damari (hebreiska: שושנה דמארי), född 1923 i Dhamar, Jemen, död 14 februari 2006 i Tel Aviv, Israel, var en israelisk sångerska, som blev känd som den hebreiska musikens drottning.